# Metagonyleptes bicalcarata
Metagonyleptes bicalcarata is een hooiwagen uit de familie Gonyleptidae.